# Mindanaobergbrilvogel
De mindanaobergbrilvogel (Heleia goodfellowi synoniem:Lophozosterops goodfellowi) is een zangvogel uit de familie van de brilvogels (Zosteropidae).  Deze vogel is genoemd naar de Britse verzamelaar Walter Goodfellow die een exemplaar van deze vogel had verzameld op Mindanao.

## Verspreiding en leefgebied
De soort komt alleen voor op het eiland Mindanao in het zuiden van de Filipijnen in bergbossen op hoogtes van 1250 tot 2400 meter boven zeeniveau. Er zijn drie ondersoorten:
- L. g. goodfellowi: centraal en zuidelijk Mindanao.
- L. g. gracilis: noordoostelijk Mindanao.
- L. g. malindangensis: noordwestelijk Mindanao.

## Status
De grootte van de populatie is niet gekwantificeerd maar de soort wordt omschreven als plaatselijk vrij algemeen. Op de Rode lijst van de IUCN heeft deze soort de status niet bedreigd.